# 作東バスストップ
作東バスストップ（さくとうバスストップ）は、岡山県美作市川北の中国自動車道上にあるバス停。
なお、本稿では岡山県道5号作東大原線上の作東バスストップ前バス停（さくとうバスストップまえバスてい）についても記す。

## 停車する路線
ルブラン号（東京品川・お台場方面）、ルミナス号（東京新宿方面）、マスカット号（東京新宿・中野方面）は運行経路上であるが通過扱いとなり、当バスストップには停車しない。
| のりば | 愛称               | 会社名                 | 行先                                              | 備考               |
| ------ | ------------------ | ---------------------- | ------------------------------------------------- | ------------------ |
| 上り線 | 中国ハイウェイバス | 西日本JRバス・神姫バス | 大阪（新大阪駅・大阪駅JR高速バスターミナル・USJ） | 特急便・急行便のみ |
| 下り線 | 中国ハイウェイバス | 西日本JRバス・神姫バス | 津山（津山駅）                                    | 特急便・急行便のみ |

### かつて停車していた路線
以下の路線は2015年3月をもって休止。
- 神戸 - 津山線（西日本JRバス）
  - 新神戸・三宮・神戸三田プレミアム・アウトレット - 津山
    - なお運用当時、この路線においては当バス停から津山方面への利用は不可であった。

以下の路線は2020年11月をもって休止。
- 津山エクスプレス京都号（西日本JRバス・神姫バス）
  - 京都 - 津山

## 隣
E2A 中国自動車道
(PA)上月PA/BS - (11-1)作東IC - (BS)作東BS - (PA)楢原PA - (12)美作IC/BS

## バス停へのアクセス
- 美作共同バス・美作市土居小学校区デマンドバス 作東BS前バス停（岡山県道5号作東大原線）からすぐ
- 西日本旅客鉄道姫新線美作江見駅から徒歩約12分

## 作東バスストップ前バス停
作東バスストップ前バス停（さくとうバスストップまえバスてい）は、岡山県美作市藤生の岡山県道5号作東大原線上にある、美作共同バス・美作市土居小学校区デマンドバスのバス停。
| のりば                   | 会社名                         | 行先・方面など                       | 備考                               |
| ------------------------ | ------------------------------ | ------------------------------------ | ---------------------------------- |
| 西側（BS出入口側）       | 美作共同バス                   | 大原駅・後山                         | 大原駅 - 後山間は休日運休          |
| 西側（BS出入口側）       | 美作市土居小学校区デマンドバス | 美作土居駅・土居公民館               | 月曜・水曜・金曜のみ運行。休日運休 |
| 西側（BS出入口側）       | 美作市土居小学校区デマンドバス | 美作土居駅・福山出張所               | 月曜・水曜・金曜のみ運行。休日運休 |
| 東側（BS出入口の反対側） | 美作共同バス                   | 江見駅前・湯郷温泉・林野駅・勝間田駅 |                                    |

## 位置情報
- 北緯35度00分54秒 東経134度13分28秒 / 北緯35.01500度 東経134.22444度
- 真加部［南東］ - 地理院地図
- 美作市川北 江見保育園 - Google マップ

- Google マップでは作東バスストップで検索しても正しく表示されないため、近傍の地点で代用。